# G3003 (China)
De G3003 of Ürümqi Ring Expressway is een autosnelweg in de Volksrepubliek China. De G3003 vormt een ringweg om Ürümqi.